# Великодивлинська сільська рада
Великодивлинська сільська рада — колишня адміністративно-територіальна одиниця та орган місцевого самоврядування в Олевському й Лугинському районах Коростенської, Волинської округ, Київської, Житомирської областей УРСР та України з адміністративним центром у с. Великий Дивлин.

## Населені пункти
Сільській раді підпорядковувались населені пункти:
- с. Великий Дивлин
- с. Вербівка
- с. Іванівка
- с. Малий Дивлин

## Населення
Кількість населення ради, станом на 1923 рік, становила 1 235 осіб, кількість дворів — 215.
Кількість населення сільської ради, станом на 1924 рік, становила 1 434 особи.
Відповідно до результатів перепису населення 1989 року, кількість населення ради, станом на 12 січня 1989 року, становила 1 536 осіб.
Станом на 5 грудня 2001 року, відповідно до перепису населення України, кількість мешканців сільської ради становила 1 223 особи.

## Склад ради
Рада складалась з 16 депутатів та голови.

## Керівний склад сільської ради
| ПІБ                       | Основні відомості                                                 | Дата обрання | Дата звільнення |
| ------------------------- | ----------------------------------------------------------------- | ------------ | --------------- |
| Самко Катерина Миколаївна | Сільський голова, 1960 року народження, освіта, безпартійний      | 26.03.2006   | 31.10.2010      |
| Саїдова Зоя Григорівна    | Сільський голова, 1967 року народження, освіта вища, позапартійна | 31.10.2010   |                 |

Примітка: таблиця складена за даними джерела

## Історія
Створена 1923 року в складі с. Великий Дивлин та колонії Іванівка Білокуровицької волості Коростенського повіту Волинської губернії.
Станом на 1 вересня 1946 року сільрада входила до складу Лугинського району Житомирської області, на обліку в раді перебувало с. Великий Дивлин та хутір Іванівка.
11 серпня 1954 року до складу ради приєднано села Злотин та Малий Дивлин ліквідованої Малодивлинської сільської ради Лугинського району. 30 вересня 1958 року на облік поставлене новостворене селище Бучмани, котре, 7 січня 1963 року, було підпорядковане Новобілокоровицькій селищній раді Олевського району.
Станом на 1 січня 1972 року сільська рада входила до складу Лугинського району Житомирської області, на обліку в раді перебували села Великий Дивлин, Вербівка, Іванівка та Малий Дивлин.
Припинила існування 9 червня 2017 через добровільне приєднання до складу Лугинської селищної територіальної громади Лугинського району Житомирської області.
Входила до складу Олевського (7.03.1923 р., 30.12.1962 р.) та Лугинського (25.01.1926 р., 8.12.1966 р.) районів.